# La Dernière Épreuve
La Dernière Épreuve (titre original : The Tower of Nero) est un roman de fantasy écrit par Rick Riordan paru en langue originale le 6 octobre 2020 puis traduit et publié en France le 28 octobre 2020. Il s'agit du cinquième et dernier tome de la série Les Travaux d'Apollon.

## Résumé
Meg et Lester ont quitté le Camp Jupiter depuis un petit moment lorsqu'on les retrouve. Ils sont alors à Washington et se dirigent vers New-York. Malheureusement pour eux, alors qu'un Amphisbène vient de réciter une partie de la suite de la dernière prophétie, ils sont capturés  par Luguselva, une gauloise, et Gunther, un germanicus. Mais Luguselva se révèle être une amie de Meg, et ils réussissent à s'échapper. 
Malgré la réticence d'Apollon, ils finissent par trouver refuge chez Percy Jackson, qui est absent, avant de rejoindre la colonie le lendemain.